# Бутылки (деревня)
Бутылки — деревня в Гусь-Хрустальном районе Владимирской области России, входит в состав Демидовского сельского поселения.

## География
Деревня расположена в 31 км на юг от Гусь-Хрустального.

## История
Деревня Тимохино (впоследствии Бутылки) впервые упоминается в XVIII веке.
В 1905 году деревня являлась административным центром Бутыльской волости Касимовского уезда и имела 46 дворов при численности населения 274 человека.
В 1926 году с образованием Гусевского уезда Владимирской губернии вошла в его состав.

## Население
| 1859 | 1905 | 1926 | 2002 | 2010 | 2021 |
| ---- | ---- | ---- | ---- | ---- | ---- |
| 172  | ↗274 | ↗296 | ↘3   | ↘1   | ↘0   |

## Транспорт и связь
Деревню обслуживает сельское отделение почтовой связи Демидово (индекс 601532).